# ポンディシェリ

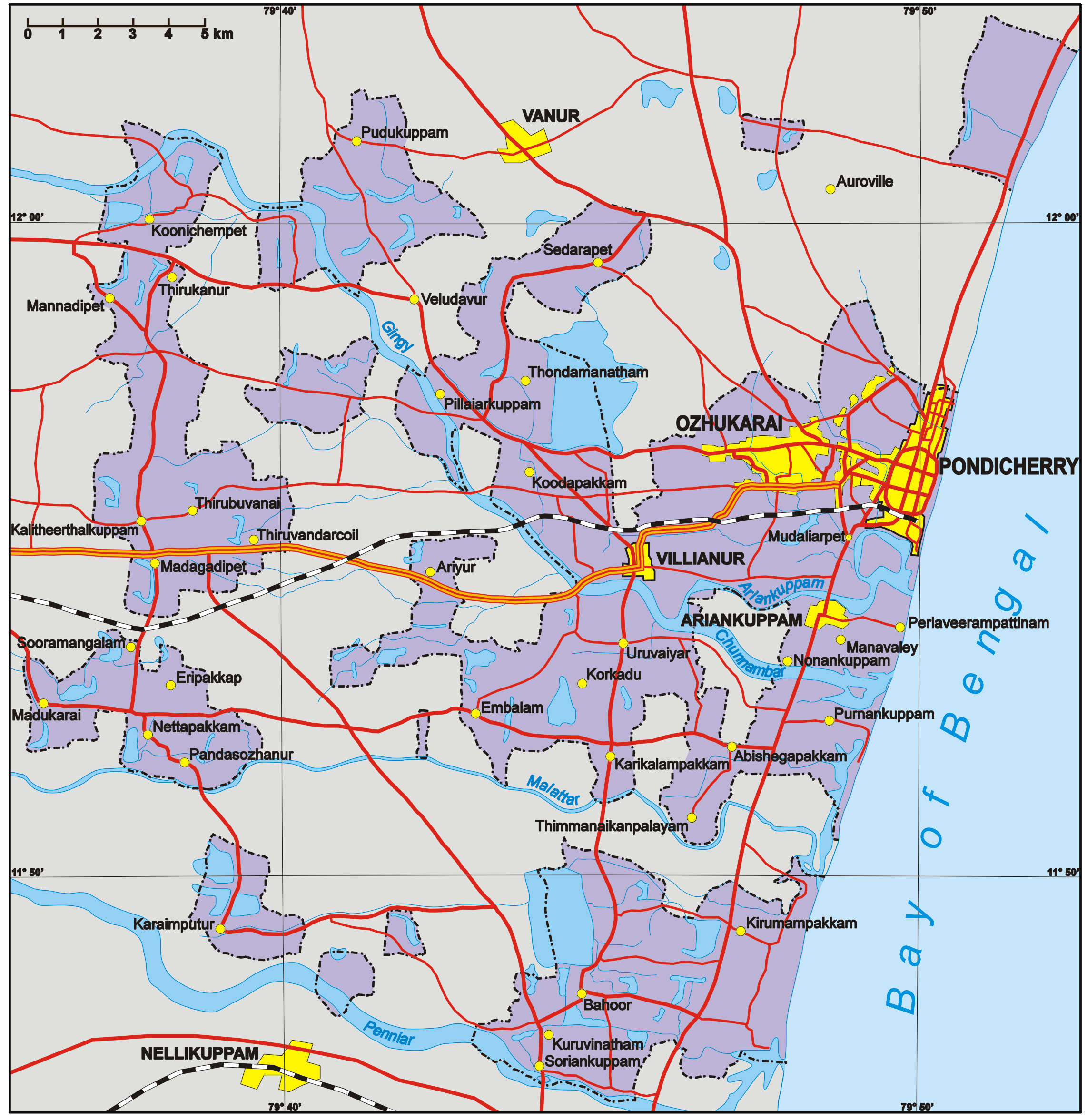
ポンディシェリの交通図

ポンディシェリ（タミル語: பாண்டிச்சேரி,  フランス語: Pondichéry, 英語: Pondicherry）は、インド東海岸タミル・ナードゥ州隣接地域に位置するポンディシェリ連邦直轄地域の首府。元フランスの植民地。17世紀から18世紀にかけてフランス領インドの首府であり、その後も非軍事的な植民地として英領インドのなかでフランス領として存続した。連邦直轄州の境界線はかつての国境線そのものであるが、フランスが半世紀以上かけて村落単位で植民地を広げていったため、いくつもの飛地が入り組んだ状態になっている。
現在でもタミル語、英語とともにフランス語が話されており、またフランス極東学院研究センターなどフランスの研究機関が設置されている。
なお、域内にはインドにおける古代ローマ人の居留地で、ローマ金貨などが出土するポドゥケー遺跡（アリカメードゥ）がある。

## 地名
- 日本語：ポンディシェリ（フランス語読み表記）、プドゥッチェーリ（タミル語読み表記）
- タミル語：பாண்டிச்சேரி（フランス語読み表記）、புதுச்சோரி
- ヒンディー語：पॉण्डिचेरी（フランス語読み表記）、पुदुचेरी（タミル語表記）
- 英語：Pondicherry、Puducherry
- フランス語：Pondichéry、Puducherry（タミル語表記）

2006年に公式のタミル語表記は"புதுச்சேரி"、英語・フランス語表記は"Puducherry"に改名された。
2006年以前の公式のタミル語表記は、フランス語読みの"பாண்டிச்சேரி"（/paːɳɖit͡ɕːeːɾi/, パーンディッチェーリ）であった。略してパーンディ（பாண்டி）と呼ばれることが多い。
元々はタミル語のプドゥッチェーリ（புதுச்சோரி, /pud̪ut͡ɕːeːɾi/, 新しい町）という名が元であり、これがフランス語に音写されてプディシェリ（Poudichéry）となった。現在、フランス語ではポンディシェリ（Pondichéry）と呼ばれるが、これは「Poudichéry」の「u」が「n」に誤写された名称である。インドではフランス語話者の多いこの州以外の地域ではほとんど通じない呼称である。
英語ではポンディシェリーあるいはポンディチェリー（Pondicherry）と呼ばれ、日本の地図などではこの表記が多い。

## 略史
- 1673年　フランス東インド会社が現地の領主から取得。
- 1693年　大同盟戦争でオランダ東インド会社が占領
- 1697年　ライスワイク条約でフランスに返還
- 1761年　七年戦争中イギリス軍が占領
- 1763年　パリ条約によりフランスに返還
- 1793年　フランス革命戦争中イギリス軍が再占領
- 1814年　ウィーン条約によりフランスに返還
- 1954年　インドに返還
- 1963年　ポンディシェリ連邦直轄地域（ポンディシェリ（英語版）、マーヒ（英語版）、ヤーナム（英語版）、カーライッカール（英語版）を含む）が成立

## 気候
この地域の気候は同じ沿岸部のタミル・ナードゥ州と似て、ケッペンの気候区分でサバナ気候（熱帯湿潤乾燥気候）に分類される。夏季は比較的乾燥した4月から6月上旬と、しばしば雷雨に見舞われ湿度が高い6月から9月に大まかにわかれ、この時期の平均最高気温は36 °C (97 °F)、最高気温は時に41 °C (106 °F)に達する。最低気温は28–32 °C (82–90 °F) 前後である。
ポンディシェリでは10月から12月にかけて、年間降雨量の大半が降る。10月中旬に入ると北東モンスーンが始まり（Post-monsoon）、年間平均降水量は1,355ミリメートル または 53インチ。冬は最高気温 30 °C (86 °F) と非常に温暖で、最低気温はしばしば 18–20 °C (64–68 °F) 程度まで下がる。
| ポンディシェリ空港の気候                             | ポンディシェリ空港の気候 | ポンディシェリ空港の気候 | ポンディシェリ空港の気候 | ポンディシェリ空港の気候 | ポンディシェリ空港の気候 | ポンディシェリ空港の気候 | ポンディシェリ空港の気候 | ポンディシェリ空港の気候 | ポンディシェリ空港の気候 | ポンディシェリ空港の気候 | ポンディシェリ空港の気候 | ポンディシェリ空港の気候 | ポンディシェリ空港の気候 |
| 月                                                   | 1月                      | 2月                      | 3月                      | 4月                      | 5月                      | 6月                      | 7月                      | 8月                      | 9月                      | 10月                     | 11月                     | 12月                     | 年                       |
| ---------------------------------------------------- | ------------------------ | ------------------------ | ------------------------ | ------------------------ | ------------------------ | ------------------------ | ------------------------ | ------------------------ | ------------------------ | ------------------------ | ------------------------ | ------------------------ | ------------------------ |
| 最高気温記録 °C （°F）                               | 33.2 (91.8)              | 35.2 (95.4)              | 37.2 (99)                | 41.8 (107.2)             | 43.1 (109.6)             | 41.7 (107.1)             | 40.7 (105.3)             | 40.2 (104.4)             | 38.6 (101.5)             | 37.9 (100.2)             | 36.3 (97.3)              | 32.5 (90.5)              | 43.1 (109.6)             |
| 平均最高気温 °C （°F）                               | 29.0 (84.2)              | 30.0 (86)                | 31.2 (88.2)              | 32.8 (91)                | 34.6 (94.3)              | 35.8 (96.4)              | 34.5 (94.1)              | 33.9 (93)                | 33.1 (91.6)              | 31.5 (88.7)              | 29.8 (85.6)              | 29.0 (84.2)              | 32.1 (89.8)              |
| 平均最低気温 °C （°F）                               | 21.9 (71.4)              | 22.5 (72.5)              | 23.8 (74.8)              | 25.9 (78.6)              | 26.8 (80.2)              | 26.5 (79.7)              | 25.7 (78.3)              | 25.2 (77.4)              | 24.9 (76.8)              | 24.5 (76.1)              | 23.6 (74.5)              | 22.6 (72.7)              | 24.5 (76.1)              |
| 最低気温記録 °C （°F）                               | 17.1 (62.8)              | 17.3 (63.1)              | 18.8 (65.8)              | 21.9 (71.4)              | 21.9 (71.4)              | 21.5 (70.7)              | 21.6 (70.9)              | 21.4 (70.5)              | 21.5 (70.7)              | 19.6 (67.3)              | 16.5 (61.7)              | 17.1 (62.8)              | 16.5 (61.7)              |
| 雨量 mm （inch）                                     | 12.3 (0.484)             | 22.2 (0.874)             | 19.3 (0.76)              | 7.8 (0.307)              | 48.6 (1.913)             | 48.0 (1.89)              | 89.5 (3.524)             | 132.3 (5.209)            | 132.8 (5.228)            | 273.9 (10.783)           | 350.0 (13.78)            | 217.3 (8.555)            | 1,354 (53.307)           |
| 平均降雨日数                                         | 0.9                      | 0.9                      | 0.8                      | 0.4                      | 1.9                      | 2.8                      | 5.3                      | 6.7                      | 6.5                      | 10.3                     | 11.8                     | 6.8                      | 55.0                     |
| 出典：インド気象局（最高気温と最低気温、2010年以前） |                          |                          |                          |                          |                          |                          |                          |                          |                          |                          |                          |                          |                          |